# Pošná
Pošná település Csehországban, a Pelhřimovi járásban. Pošná Litohošť, Leskovice, Pacov, Samšín, Útěchovičky, Důl, Zlátenka, Bořetice és Kámen településekkel határos. Lakosainak száma 258 fő (2024. január 1.).

## Népesség
A település lakosságának változását az alábbi diagram mutatja:
| Lakosok száma | 870  | 869  | 854  | 504  | 373  | 221  | 247  | 245  | 254  | 258  |
|               | 1869 | 1890 | 1921 | 1950 | 1980 | 2001 | 2017 | 2019 | 2022 | 2024 |